# Bromus rigidus
Bromus rigidus (= Bromus diandrus) és una espècie de planta herbàcia anual de la família de les gramínies (Poaceae). És originària de la regió mediterrània europea i està distribuïda àmpliament en altres regions del globus. Bromus és un nom genèric que deriva del grec bromos = (civada), o de broma = (aliment). rigidus és un epítet llatí que fa referència al caràcter rígid de les espigues.
És una planta anual, que dins del gènere es diferencia per la seva panícula normalment densa, amb espiguetes escabres, que tenen les glumes inferiors uninerviades i les superiors trinerviades. Les lemes mesuren 24-37 mm, tenen àpex bidentat i aresta recta de 63-80 mm, inserta per sota de l'àpex. El call és agut a l'àpex i amb cicatriu el·líptica.
Bromus rigidus és una espècie nativa de la regió mediterrània europea i es troba distribuïda àmpliament en altres regions del globus. És possiblement nativa a les illes Canàries. El seu nombre de cromosomes és de: 2 n = 48.

## Taxonomia

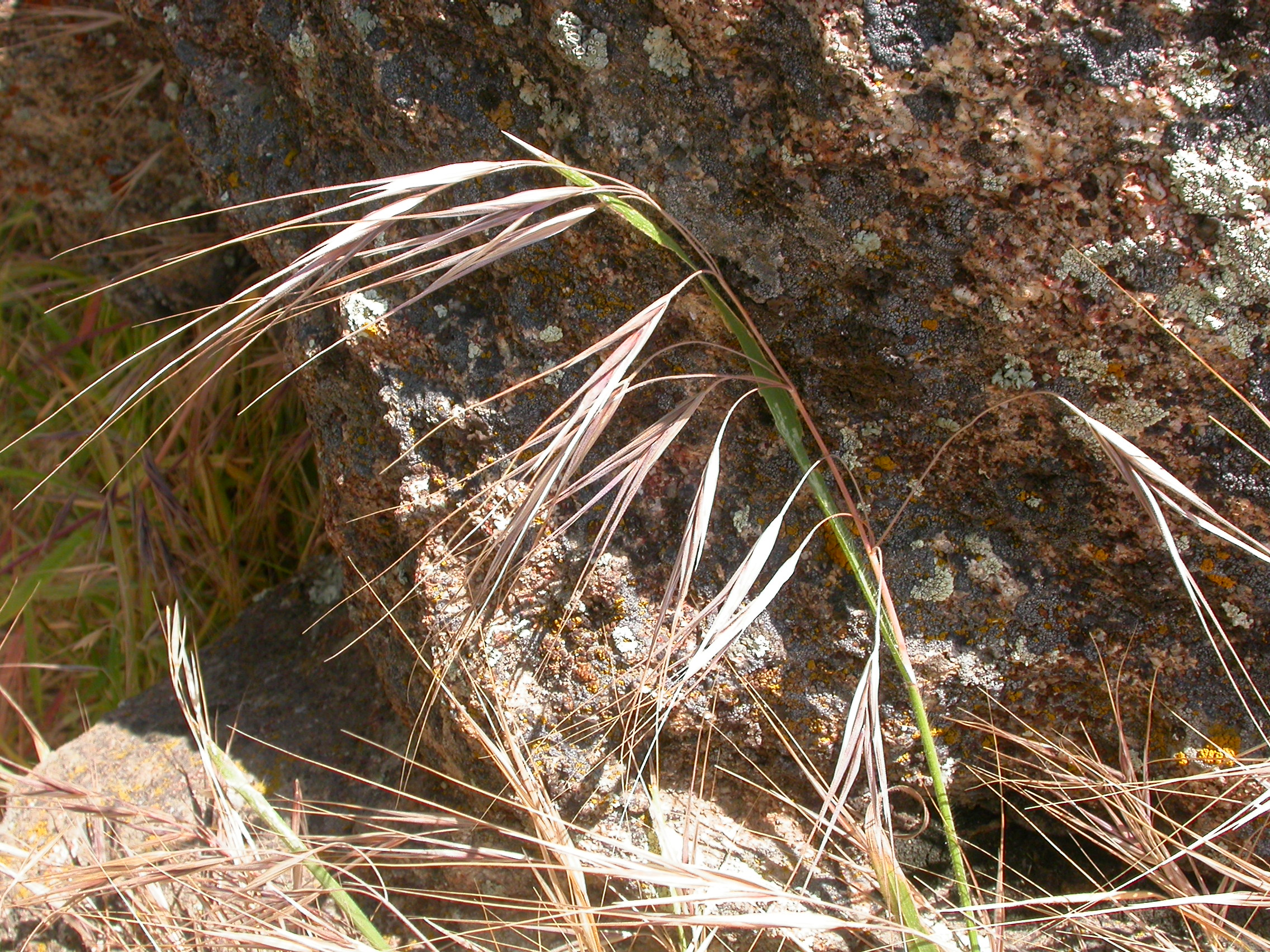
Espigues

Bromus rigidus fou descrita per Albrecht Wilhelm Roth i publicat a Botanisches Magazin (Römer & Usteri) 4(10): 21. 1790.
Sinònims
- Anisantha diandra subsp. rigida (Roth) Tzvelev
- Anisantha rigida (Roth) Hyl.
- Bromus diandrus Roth
- Bromus gussonii Parl.
- Bromus madritensis var. maximus (Desf.) St.-Amans
- Bromus maximus Desf.
- Bromus rubens var. rigidus (Roth) Mutel
- Bromus villosus Forssk.
- Forasaccus maximus (Desf.) Bubani
- Genea maxima (Desf.) Dumort.
- Genea rigida (Roth) Dumort.
- Zerna gussonei (Parl.) Grossh.
- Anisantha diandra var. rigida (Roth) Spalton
- Anisantha hispanica (Rivas Ponce) Holub
- Bromus ambigens Jord.
- Bromus asperipes Jord.
- Bromus boraei Jord.
- Bromus hispanicus Rivas Ponce
- Bromus indicus Steud.
- Bromus megalanthus Keng
- Bromus nitidus E. D. Clarke
- Bromus rubens Host
- Genea rigens (Roth) Dumort.